# Henrik Kristoffersen
Henrik Kristoffersen (* 2. července 1994 Lørenskog) je norský reprezentant v alpském lyžování, zaměřený na točivé disciplíny. Závodí za tým Rælingen Skiklubb a používá lyže značky Rossignol.
V roce 2009 vyhrál Trofeo Topolino a na Evropském olympijském festivalu mládeže v roce 2011 získal zlaté medaile ve slalomu i obřím slalomu. Již v sedmnácti letech získal svůj první titul mistra Norska ve slalomu. Šestkrát vyhrál mistrovství světa juniorů v alpském lyžování: 2012 obří slalom, 2013 kombinaci a v letech 2014 a 2015 slalom i obří slalom.
Na seniorském mistrovství světa byl v roce 2013 dvacátý v obřím slalomu, 2015 čtvrtý ve slalomu a třináctý v obřím slalomu, v roce 2017 čtvrtý ve slalomu i obřím slalomu a v roce 2019 získal titul světového šampióna v obřím slalomu a ve slalomu obsadil osmé místo.
Na Zimních olympijských hrách 2014 skončil ve slalomu na třetím místě a stal se tak historicky nejmladším olympijským medailistou v alpském lyžování mužů. V obřím slalomu obsadil na olympiádě v Soči desáté místo. Na Zimních olympijských hrách 2018 získal stříbrnou medaili v obřím slalomu. Ve slalomu po prvním kole vedl, ale závod nedokončil.
Ve Světovém poháru v alpském lyžování vyhrál patnáct závodů ve slalomu a tři v obřím slalomu. V celkovém pořadí SP byl druhý v letech 2016 a 2018 a třetí v letech 2017 a 2019. V roce 2016 získal malý křišťálový glóbus pro nejlepšího slalomáře, v tomto roce také jako první lyžař v historii vyhrál všechny čtyři nejdůležitější slalomové závody sezóny (Adelboden, Wengen, Kitzbühel a Schladming).